# Beschikbare-uitkeringssysteem
Het beschikbare-uitkeringssysteem (Engels: defined benefit, DB) oftewel salaris-diensttijdsysteem, is een vorm van sparen voor een pensioen waarbij het pensioenfonds het beleggingsrisico voor zijn rekening neemt. Dit in tegenstelling tot het beschikbare-premiesysteem. De begunstigde bouwt dus een recht op pensioen op dat niet afhankelijk is van het beleggingsresultaat van het pensioenfonds, maar van elementen als de tijd dat de begunstigde lid is geweest van het pensioenfonds, volgens een middelloonsysteem of een eindloonsysteem.
Afgezien van een deling van het risico levert het beschikbare-uitkeringssysteem ook betere beleggingsresultaten op. Dit komt doordat de beleggingsportefeuille minder liquide hoeft te zijn, zodat de belegger in zijn asset-liability management-studie een langere beleggingshorizon kan kiezen. Dit levert volgens studies een rendement op dat 25 tot 30% hoger is dan dat van een professioneel beschikbare-premiesysteem.

## Het beschikbare-uitkeringssysteem in Nederland
Het beschikbare-uitkeringssysteem is de meest voorkomende in Nederland. Het beschikbare-uitkeringssysteem is alleen bereikbaar door middel van een vorm van verplichtstelling van een pensioenfonds. Als die verplichtstelling er niet zou zijn zou het fonds uiteenvallen in kleinere fondsen met een steeds meer vergelijkbaar risico, totdat iedere begunstigde alleen zijn "eigen" kapitaal opbouwt, waarmee in feite een beschikbare-premiesysteem zou zijn ontstaan. Een beschikbare-uitkeringssysteem kan dan ook niet bestaan bij commerciële pensioenproducten. In Nederland wordt de verplichtstelling georganiseerd door een verzoek van werkgevers en werknemers aan het ministerie van Sociale Zaken en Werkgelegenheid. 
Verplichtstelling is alleen acceptabel als er vertrouwen is dat het pensioengeld goed beheerd wordt. De Nederlandsche Bank oefent daarom controle uit op de pensioenfondsen. Deze controle bestaat uit een stelsel van rapportages en tests. De belangrijkste tests zijn de diverse solvabiliteitstests en de Z-score. Dit betekent dat de begunstigden het beleggingsrisico niet hebben overgedragen; zij hebben het gedeeld. Bij slechte beleggingsresultaten zal het pensioenfonds zijn financiële positie moeten repareren, bijvoorbeeld door verhoging van de pensioenpremie, verlaging van de pensioenen of het niet indexeren van de pensioenen aan de inflatie. Ook hierin verschilt een pensioenfonds van een commerciële pensioenverzekeraar, die de polisvoorwaarden niet kan wijzigen tijdens de looptijd.

## Kritiek
De van oorsprong Zambiaanse schrijfster en econome Dambisa Moyo is zeer kritisch over het beschikbare-uitkeringssysteem. Zij vergelijkt het systeem met ponzifraude in haar boek "How the west was lost" omdat het slechts functioneert zolang er meer premiebetalers dan pensioenontvangers zijn.